# بهشت هیل، شهرستان واکر، آلاباما
بهشت هیل (به انگلیسی: Spring Hill) یک منطقهٔ مسکونی در ایالات متحده آمریکا است که در شهرستان واکر، آلاباما واقع شده‌است. بهشت هیل ۲۰۰٫۸۷ متر بالاتر از سطح دریا واقع شده‌است.